# أغاف سيزال
أجاف أغاف سيزال أو باهرة ليفّية (الاسم العلمي:Agave sisalana) هو نوع من النباتات يتبع جنس الأغاف من الفصيلة الهليونية. تستعمل كلمة السيزال للتعبير عن عدد من نباتات الفصيلة الصبارية التي تستخرج الألياف من أوراقها والموطن الأصلي هو دول الكاريبي ومنها إلى أنحاء العالم وينمو النبات في المناطق الرطبة الحارة.

## البنية النباتية
نبات له جذع غليظ وقصير مع هالة كبيرة من الأوراق السميكة شكل المقطع العرضي للورقة مقعر وهي مكونة من عدة طبقات :
البشرة الخارجية ،والقشرة ، والأنسجة النباتية. وتتوضع الألياف حول أوعية الورقة على شكل منجلي . يُصنّع فور قطع الأوراق وتجفف وتفصل الألياف والشعيرات من المواد اللاصقة ثم تجفف بعد غسيلها ومعالجتها بشكل جيد بالمواد الكيميائية .طول الليف يتراوح بين 100-125 cim

## التركيب الكيميائي
نظير السللوز ،بكتين ،سللوز ،خشبين . ومواد أخرى قابلة للانحلال